# Paul Neill
Paul Neill (* 6. September 1882 in Philadelphia; † 21. Oktober 1968 in Morristown) war ein US-amerikanischer Elektroingenieur.
Als Mitarbeiter der Bell Labs hat er während des Zweiten Weltkriegs an der Entwicklung von Radargeräten gearbeitet und dabei 1942 den N-Steckverbinder erfunden. Später entwickelte er mit Carl Concelman zusammen den BNC-Steckverbinder.